# CAP-1 Planalto
Le CAP-1 Planalto est un biplace monomoteur d'école brésilien construit avant la Seconde Guerre mondiale.

## Version de série de l'IPT-4
CAP fut chargée de construire le prototype de l’IPT-4, un biplace monomoteur d’école dessiné par Clay Presgrave do Amaral. Mais elle modifia le profil d’aile choisi par IPT. Les performances de l’appareil, rebaptisé CAP-1 Planalto, s’en trouvèrent fortement compromises et 11 exemplaires seulement, prototype compris, furent construits.

## Les dérivés
Cherchant à remédier au problème de stabilité du CAP-1, une version modifiée, le CAP-3 à moteur de Havilland Gipsy de 130 ch vit le jour, mais 8 exemplaires seulement furent construits, qui connurent une carrière très courte.
À son retour du Massachusetts Institute of Technology, où il avait obtenu un diplôme d’ingénierie aéronautique, Oswaldo Fatigues identifia le problème du CAP-1 et entreprit de modifier l'appareil, que Francisco Pignatari tenta de vendre au ministère de l’Aéronautique comme avion d’entraînement avancé sous la désignation CAP-6. Il parvint seulement à faire adopter par les autorités militaires un kit de conversion des CAP-1 existants. 